# 케이지비택배
케이지비택배 주식회사(영어: KGB LOGIS)는 대한민국의 택배 회사이다.
1999년 4월 15일 택배운송사업을 주요 사업으로하는 주식회사 케이지비로지스로 설립되었다. 2005년 5월 10일 상호를 주식회사 케이지비로지스에서 케이지비택배 주식회사로 변경하였다.
2017년 2월 1일 ㈜케이지로지스의 종속기업으로 편입되었다. 2018년 8월 8일 드림택배가 청산하게 되면서 재인수하였다.